# Zebra Technologies
Zebra Technologies Corporation (NASDAQ: ZBRA

) er en amerikansk producent af computerhardware til sensorering, analysering og printning. Sortimentet inkluderer tablets, software, stregkodelabelprintere, RFID, scannere og stregkodelæsere.
Zebra blev etableret i 1969, under navnet Data Specialties Incorporated, som en producent af højhastighedselektromekaniske produkter. I 1982 skiftede de fokus til labeling og billetteringssystemer. I 1986 indførte de navnet Zebra Technologies Corporation. Zebra blev børsnoteret i 1991.